# Regent Street

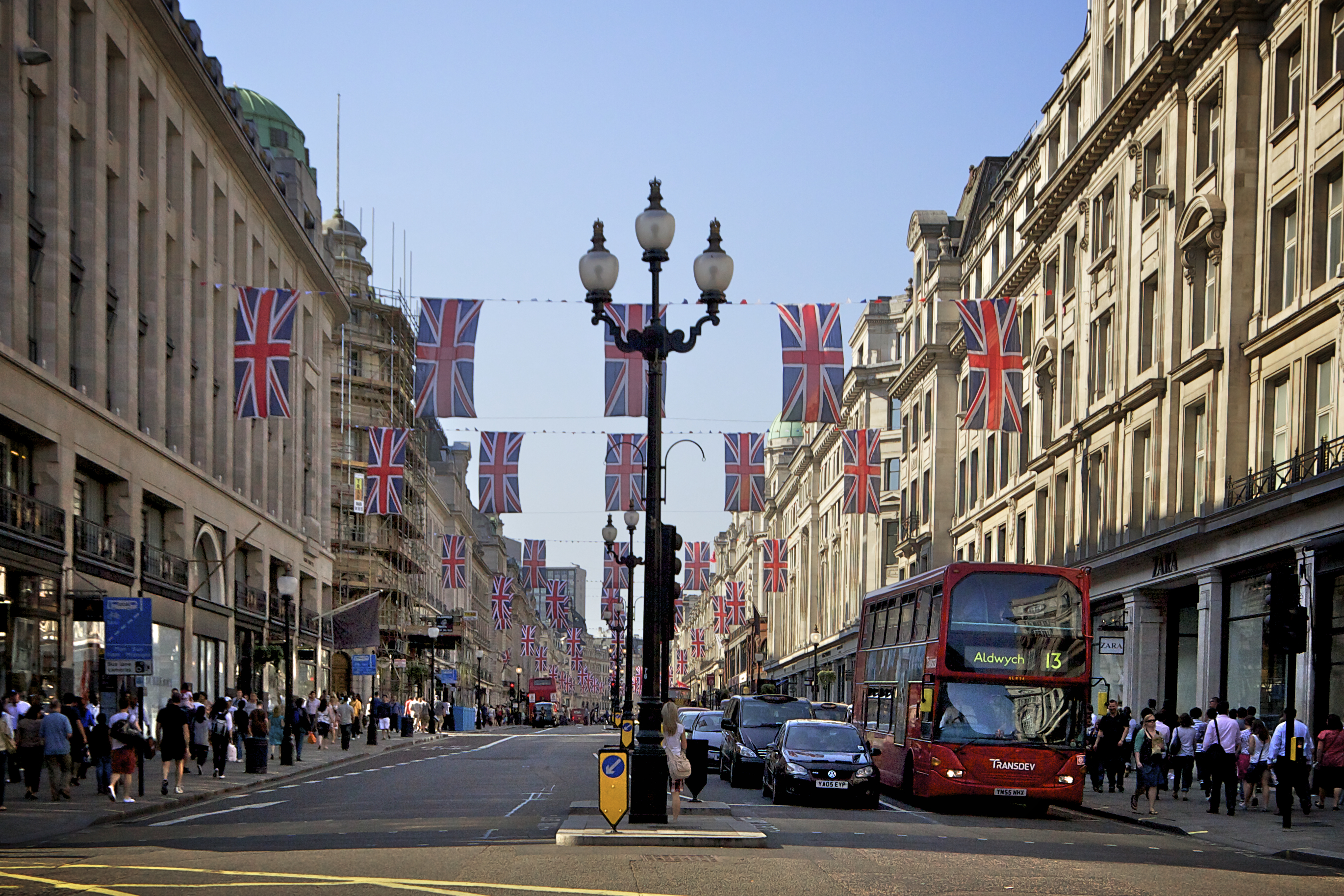
Vista norte da Regent Street em abril de 2011, com Union Flags penduradas em celebração do casamento de Guilherme de Gales e Catherine Middleton.

Regent Street é uma das maiores ruas comerciais de Londres localizada em West End. Foi construída entre 1811 e 1825, tendo entre 1895 e 1927 sido reconstruída. Chamada assim em homenagem ao Príncipe Regente (mais tarde Jorge IV, foi projetada pelo arquiteto John Nash como parte de uma rota cerimonial desde a residência do regente, Carlton House em St James's no extremo sul, cruzando Piccadilly Circus e Oxford Circus, Langham Place, Portland Place, até Regent's Park. Todos os seus edifícios originais com excepção da Igreja All Souls, foram reconstruídos.
A rua foi concluída em 1825 e foi um dos primeiros exemplares sobre planeamento urbano na Inglaterra, cortando o modelo de ruas do século XVII e XVIII por onde passa.
Todos os edifícios da Regent Street estão tutelados pelas normas de tutela do património imobiliário da cidade de Londres.